# 오스만 함디 베이
오스만 함디 베이(Osman Hamdi Bey, 1842년 12월 30일 – 1910년 2월 24일)는 오스만 튀르키예의 행정가, 지식인, 미술 전문가이자 저명하고 선구적인 화가였다. 그는 오스만 제국의 첫 현대 고고학자였으며, 튀르키예 고고학과 박물관 학예사 직업의 창시자로 여겨진다. 그는 이스탄불 고고학 박물관과 오늘날 미마르 시난 순수 미술 대학교로 알려진 이스탄불 미술 아카데미(튀르키예어: Sanayi-i Nefise Mektebi)의 설립자였다. 그는 또한 카디쾨이의 초대 시장이기도 했다.

## 초기 생애
오스만 함디는 이브라힘 에뎀 파샤의 아들이었다. 이브라힘 에뎀 파샤는 오스만 대재상(1877–1878년 재직, 미드하트 파샤를 교체)으로, 원래 히오스섬 사키즈섬 출신의 그리스인 소년으로, 히오스 학살 후 아주 어린 나이에 고아가 되었다. 그는 캅탄-으 데리아 (대제독) 휘스레브 파샤에게 입양되었다. 그리고 결국 오스만 제국의 지배층에 오르게 된다.

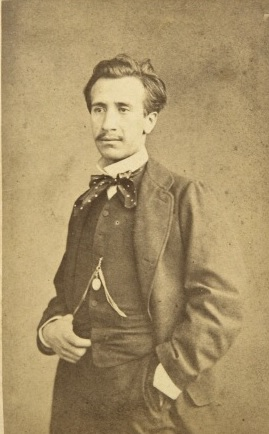
청년 시절 오스만 함디

오스만 함디는 이스탄불의 인기 있는 베식타시 지역에서 초등학교를 다녔다. 그 후 그는 먼저 이스탄불(1856년)에서, 다음으로 파리(1860년)에서 법학을 공부했다. 그러나 그는 대신 그림에 대한 흥미를 추구하기로 결정했고, 법학 과정을 중단하고 프랑스 오리엔탈리스트 화가인 장레옹 제롬과 귀스타브 불랑제 밑에서 훈련을 받았다. 당시 순수 미술의 국제적 수도였던 파리에서 9년간 머무는 동안, 그는 당대의 예술 행사에 대한 깊은 관심을 보였다.
그의 파리 체류는 나폴레옹 3세가 1867년 파리 만국 박람회에 술탄 압뒬아지즈를 초대하면서 오스만 술탄이 서유럽을 최초로 방문한 시기와도 일치한다. 그는 또한 파리에서 많은 청년 튀르크당원들을 만났고, 그들의 자유주의 사상에 노출되었음에도 불구하고, 술탄에게 충성하고 오래된 절대주의 체제에 도전하지 않는 파샤의 아들이었기 때문에 그들의 정치 활동에는 참여하지 않았다. 오스만 함디 베이는 파리에서 학생 시절 프랑스 여인 마리(Marie)를 만나 첫 번째 아내로 맞이했다. 그는 아버지의 축복을 받은 후 1869년 이스탄불(콘스탄티노폴리스)로 돌아와 결혼하여 두 딸을 낳았다.
튀르키예로 돌아온 후, 그는 미드하트 파샤(1876년 제1차 오스만 헌법을 제정하고 1876-1877년 대재상으로 재직하다가 오스만 함디 베이의 아버지인 이브라힘 에뎀 파샤로 교체된 청년 튀르크당의 주요 정치인이자 개혁가)의 행정팀의 일원으로서 오스만 바그다드 주로 파견되었다. 1871년, 오스만 함디는 궁정 의전실 차장으로 이스탄불로 돌아왔다. 1870년대 동안, 그는 오스만 관료제의 고위층에서 여러 임무를 수행했다. 그는 1875년에 카디쾨이의 초대 시장으로 임명되었고, 1년간 그 직책을 유지했다.

## 경력
오스만 함디는 1867년 파리 만국 박람회에 세 점의 그림을 전시했다. 현재까지 남아 있는 작품은 없지만, 그 제목은 '집시들의 휴식', '흑해 병사가 잠복해 있음', '병사의 죽음'이었다.
그의 경력에서 중요한 단계는 1881년 제국 박물관(Müze-i Hümayun) 관장으로 임명된 것이었다. 그는 박물관장으로서의 지위를 활용하여 박물관을 발전시키고 고고학법을 개정하며 국가 지원 고고학 탐사를 창설했다. 오스만 함디는 특히 펜실베이니아 대학교와 같은 국제 기관과의 관계 구축에 주력했으며, 1894년에는 그곳에서 명예 학위를 받았다. 1902년에는 니푸르 발굴 장면을 그려 펜실베이니아 대학교 박물관에 기증했다.
1882년, 그는 미술 아카데미를 설립하고 관장이 되었는데, 이 아카데미는 오스만 제국 내에서 미학과 예술 기법에 대한 훈련을 제공했다. 1884년, 그는 역사 유물의 해외 밀반출을 금지하는 규정(Asar-ı Atîka Nizamnamesi)의 공포를 감독했으며, 이는 고대 유물 보존을 위한 법적 틀을 구축하는 데 거대한 진전이었다. 19세기 유럽 강대국들의 대표나 중개인들은 오스만 제국(당시에는 고대 그리스어 및 메소포타미아 문명 등의 지리적 영역을 포함하고 있었다)의 경계 내에서 역사적 가치가 있는 유물들을 일상적으로 밀반출했는데, 종종 수상하게 얻은 허가증이나 뇌물을 사용하여 유럽 수도의 박물관을 풍요롭게 했다.
그는 튀르키예 팀에 의해 처음으로 과학 기반의 고고학 연구를 수행했다. 그의 발굴에는 남동부 아나톨리아의 넴루트산에 있는 콤마게네 왕국의 무덤 성소 (오늘날 튀르키예의 주요 관광지이자 유네스코 세계유산으로, 아드야만주 내에 위치), 남서부 아나톨리아의 라기나에 있는 헤카테 성소(방문객이 훨씬 적고, 오늘날 물라주 내에 위치), 그리고 레바논의 시돈과 같은 다양한 유적지가 포함되었다. 그가 시돈에서 발견한 석관들(알렉산드로스 석관으로 알려진 석관을 포함하여, 이 석관은 시돈의 왕 압달로니무스 또는 바빌론의 총독이었던 페르시아 귀족 마자이오스의 유골을 담고 있다고 여겨진다)은 전 세계 고고학 발견의 보석으로 여겨진다. 이 석관들을 보관하기 위해 그는 오늘날의 이스탄불 고고학 박물관을 1881년에 짓기 시작했다. 박물관은 그의 감독 하에 1891년에 공식적으로 개관했다.
박물관 및 아카데미 관장으로서의 전문 경력 내내, 오스만 함디는 그의 스승인 제롬과 불랑제의 화풍으로 계속 그림을 그렸다. 그러나 그는 이 그림들에서 자신과 가족 구성원들을 자주 묘사하여, 그의 작품에서 벗어난 오리엔탈리스트적 시선이라는 가정을 복잡하게 만들었다.
- 코란을 낭독하는 소녀 (1880)
- 자화상, 오스만 함디 베이 박물관, 게브제
- 넴루트산 유적지에서 발굴하는 오스만 함디 베이
- 딸 나즐리와 함께 있는 오스만 함디 베이. 오스만 함디 베이 박물관, 게브제.

## 거북 조련사

거북 조련사 (1906), 페라 박물관, 이스탄불

함디의 1906년 그림인 거북 조련사는 2004년 12월 5백만 튀르키예 리라(약 350만 미국 달러)에 팔려 2019년까지 가장 가치 있는 튀르키예 그림으로 기록을 보유했다. 2004년 이스탄불 아르탐 안틱 A.Ç. 경매에서 페라 박물관과 튀르키예 현대 박물관이 이 그림을 놓고 경쟁했으며, 결국 페라 박물관이 낙찰받았다. 이 그림은 함디의 모습을 고풍스러운 옷을 입고 모스크에서 거북이를 훈련시키는 모습으로 묘사한다. 이러한 주제 선택으로 인해 많은 이들이 이 그림을 튀르키예의 갈등하는 국가 정체성에 대한 논평으로 본다. 이 그림은 화가 자신의 작업 방식에 대한 풍자적인 암시를 담고 있으며, 그의 협력자나 제자들의 방식과 비교하여 자신만의 방식을 보여준다. 또한 18세기 초 튤립 시대 야간 외출 시 거북이 등껍질에 양초를 올려 조명 및 장식용으로 사용했던 역사적 사실을 참고하기도 했다. 이 그림은 수나 이난 키라치 재단에 의해 인수되었으며, 현재 이 재단이 설립한 이스탄불의 페라 박물관에 전시되어 있다. 그의 '코란을 낭독하는 소녀'(1880)는 2019년 9월 본햄스 경매에서 780만 미국 달러에 팔리며 기록을 경신했다.
현대 연구자들은 그림에 묘사된 동물들이 박차다리거북의 일종인 테스투도 그라에카 이베라(Testudo graeca ibera)임을 확인했다. 이 식별에 대한 논문이 실린 헤르페톨로지카 도서관의 표지에는 이 그림의 재현본이 실렸다.
역사가 에뎀 엘뎀은 이 그림의 원천이 인기 프랑스 여행 잡지인 『르 투르 뒤 몽드(Le Tour du Monde)』(1869)에 실린 한국인 서커스 공연자의 판화라고 밝혔다. 거북이의 의미나 상징적 중요성은 학자들 사이에서 여전히 논쟁 중이다.

## 작품
오스만 함디는 고고학, 여행, 중동의 민속 풍습을 주제로 한 작품을 다루는 다작의 화가이자 작가였다.
함디는 파리에서 프랑스 오리엔탈리스트 학파의 저명한 예술가인 귀스타브 불랑제와 장레옹 제롬 밑에서 그림을 공부했다. 제롬과 불랑제에게 훈련을 받고 유럽 오리엔탈리스트 모티프를 재현했음에도 불구하고, 함디의 그림들은 그의 동시대 작품들과는 다르게 오스만 주제를 제시했으며, 특히 더 능동적이고 지적인 역할을 부여했다. 함디가 오스만 지식인이었기에 많은 이들은 그의 오리엔탈리스트 모티프 사용을 유럽 오리엔탈리즘에 대한 전복적이고 비판적인 시각으로 본다. 그의 생애 동안, 그의 작품은 튀르키예보다 유럽에서 더 자주 전시되었다.
1880년부터 그는 파리, 빈, 베를린, 뮌헨, 런던에서 전시회를 열었고 콘스탄티노폴리스에서 살롱을 시작했다. 그의 작품들은 인내심 있고 양심적인 방법을 증명하며, 미술사의 문서로 간주될 수 있다. 그는 튀르키예 회화 전통을 깨뜨린 최초의 인물이었다.
그의 작품으로는 부르사의 예언자 무덤, 기적의 샘물 (파리, 1904), 코란 읽기 1890, 신학자 (오스트리아 궁정의 유산) 등이 있다.
이 그림들은 개인 소장품으로 보관되거나 빈, 파리, 리버풀, 뉴욕, 필라델피아, 베를린, 콘스탄티노폴리스(돌마바흐체 궁전과 압뒬메지트 황태자의 집에 소장)의 박물관에 소장되어 있다.

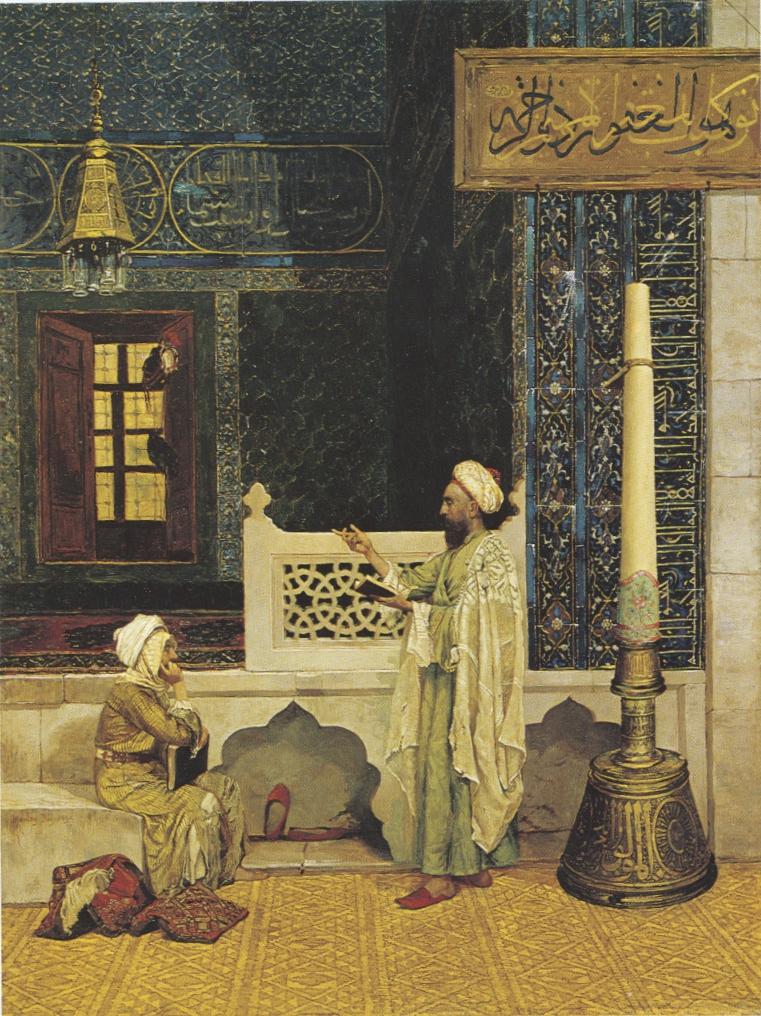
오스만 함디 베이의 1890년작, 코란 읽기

그의 그림 '코란 읽기'는 1982년 파리의 "XI 비엔날레 인터내셔널 데 상티케르"와 1982년 11월 뉴욕 월도프-아스토리아에서 열린 "네덜란드의 순수 미술"에 전시되었다.

### 박물관 소장품
베를린 "페르시아 상인", 콘스탄티노폴리스 "책 읽는 소녀", 리버풀 "공부하는 젊은 에미르".

### 선택된 출판물 목록
- 레 코스튬 팝률레르 드 라 튀르키 앙 1873 (1873년 튀르키예의 인기 있는 의상) 오스만 함디 베이, 마리 드 라우나이, 사진 파스칼 세바흐, 튀르키예, 비엔나 만국 박람회 오스만 제국 위원회, 1873.
- 언 오토만 앙 오리앙: 오스만 함디 베이 앙 이라크, 1869–1871 (동양의 오스만인: 이라크의 오스만 함디 베이) 오스만 함디 베이, 루돌프 린다우, 마리 드 라우나이, 에뎀 엘뎀, c. 1871.
- 위네 네크로폴 루아얄 아 시돈: 푸유 드 함디 베이 (시돈의 왕릉: 함디 베이의 발굴) 오스만 함디 베이, 파리, E. 르루, 1892.
- 르 보야주 아 넴루드 다으 디오스만 함디 베이 에 오스간 에펜디 (1883): 레시 드 보야주 에 포토그라피 (오스만 함디 베이와 오스간 에펜디의 넴루트산 여행 (1883): 여행기와 사진) 오스만 함디 베이, 파리, 1883.
- 르 툼루스 드 넴루트-다기 (넴루트-다기 무덤), 오스만 함디 베이, 콘스탄티노폴리스, F. 뢰플러, 1883.

### 선택된 그림들

거북 조련사 (1906)
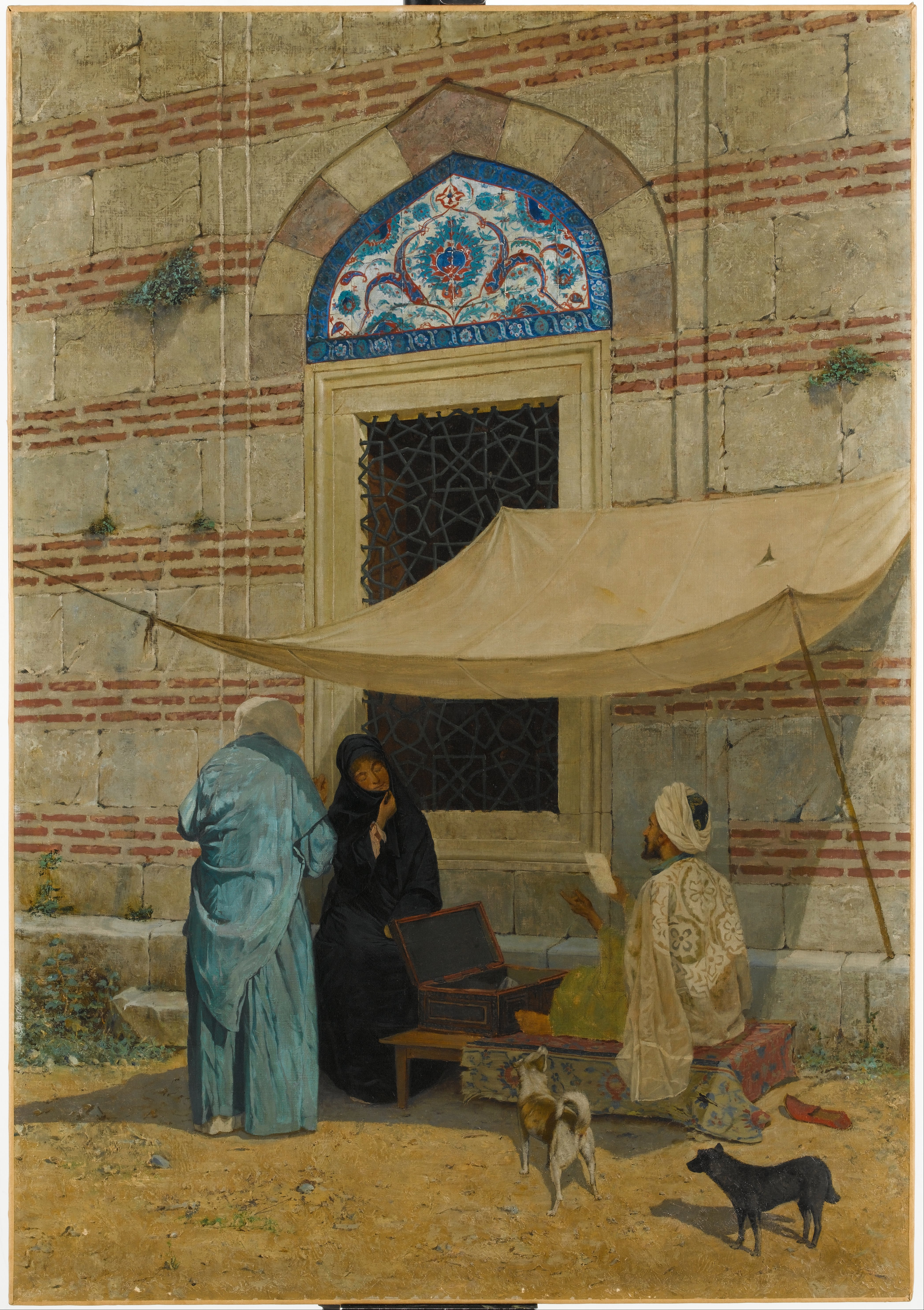
문서 작성자 (1910)
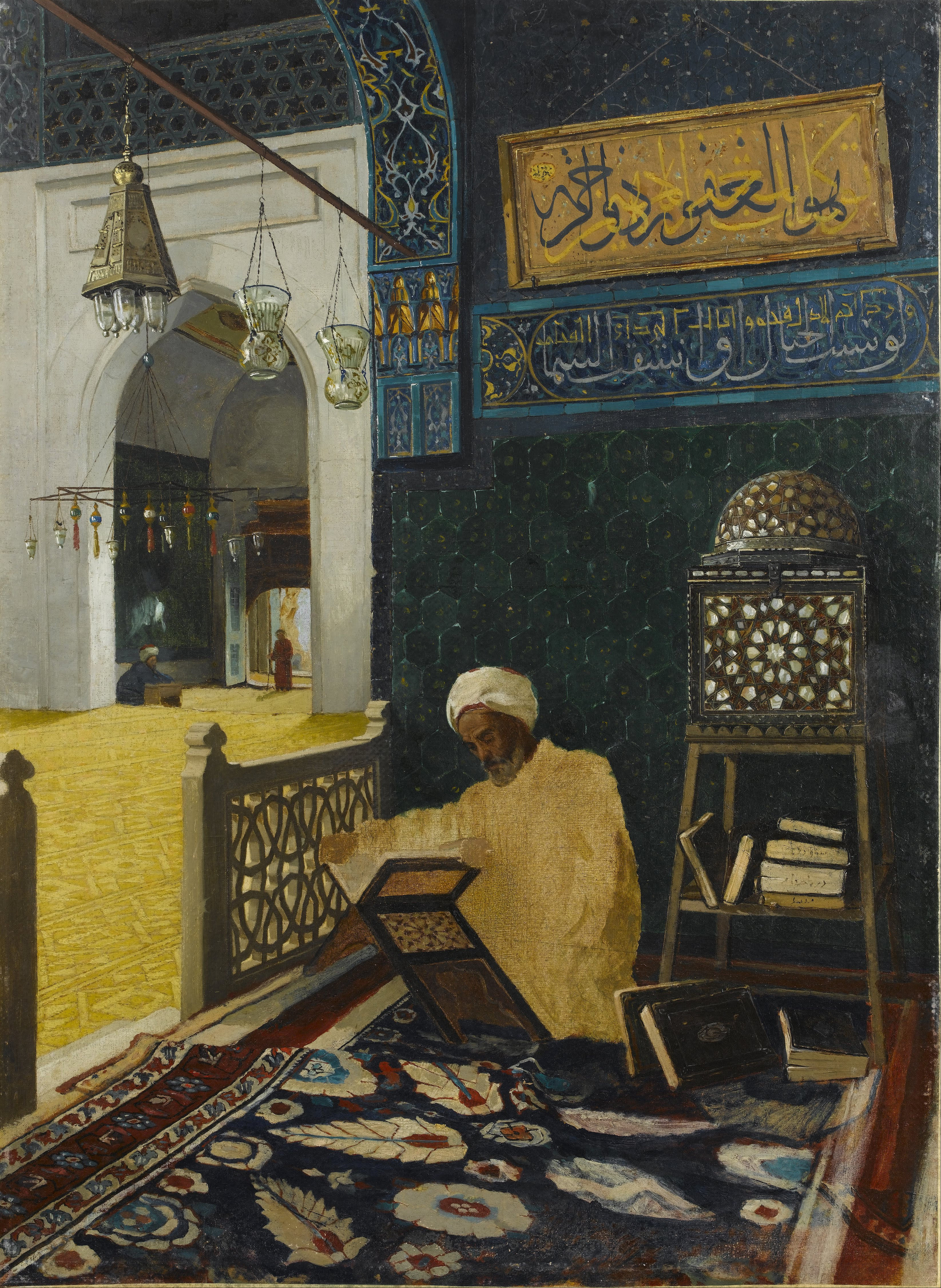
코란 읽는 남자 (1910)
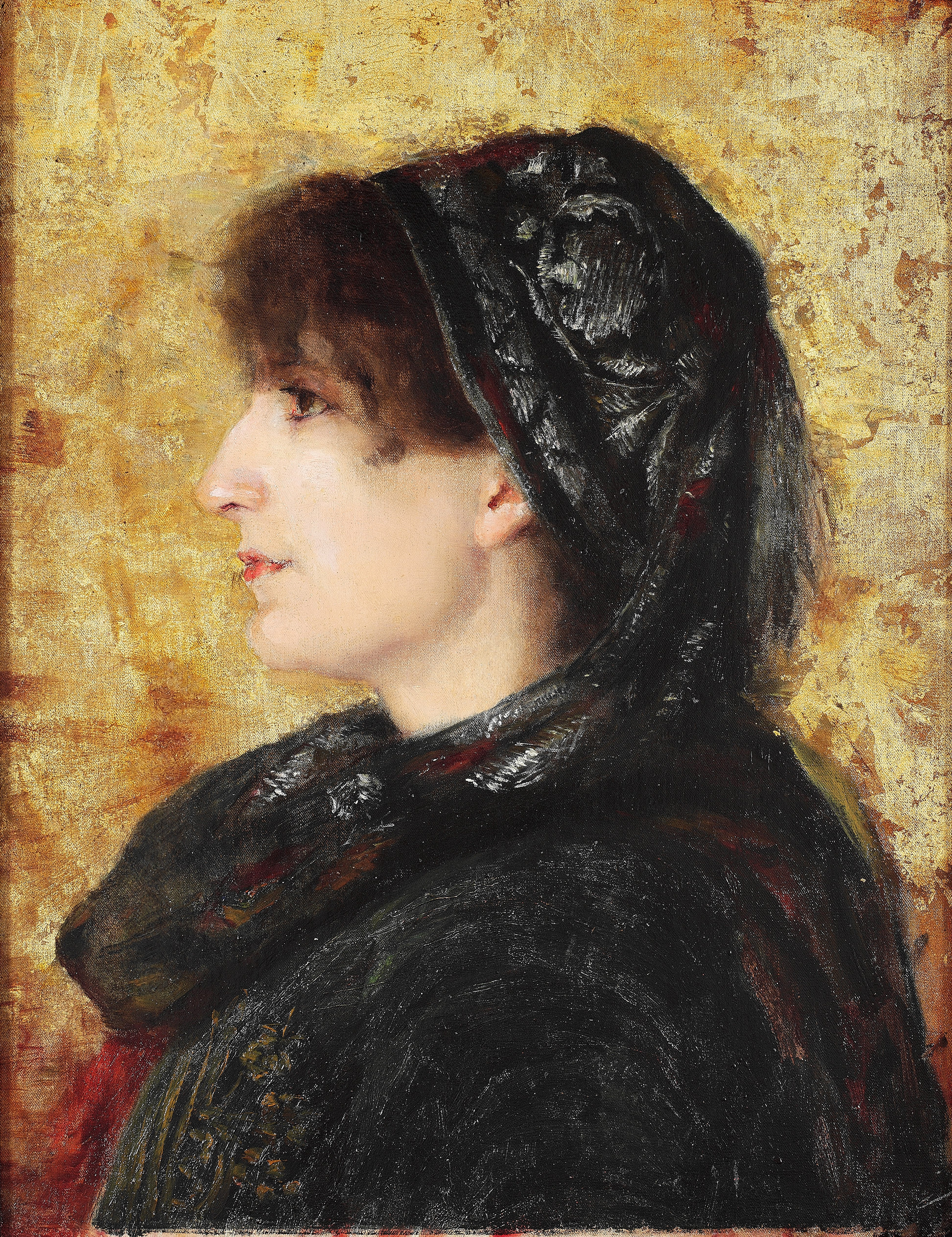
나일레 부인 (1910)
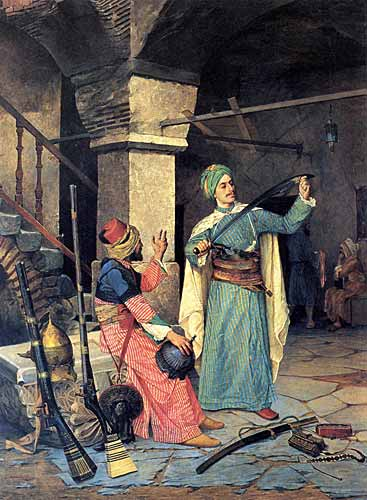
무기상 (1908)
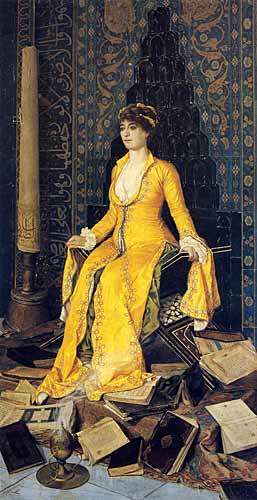
미흐랍 (1901)
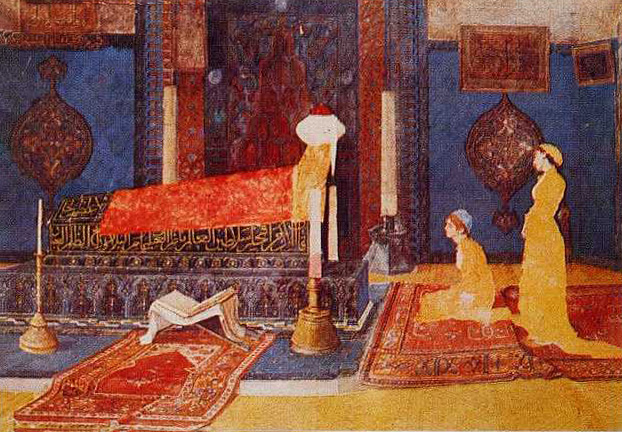
튀르베를 방문하는 두 소녀 (1890)
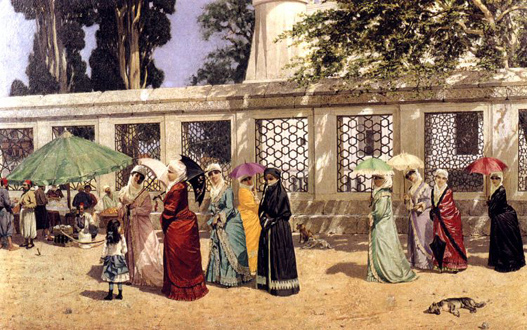
여행 중인 여인들 (1887)
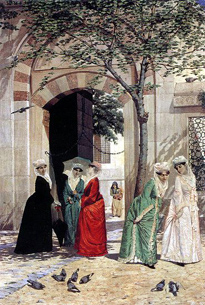
모스크 앞의 여인들 (1882)
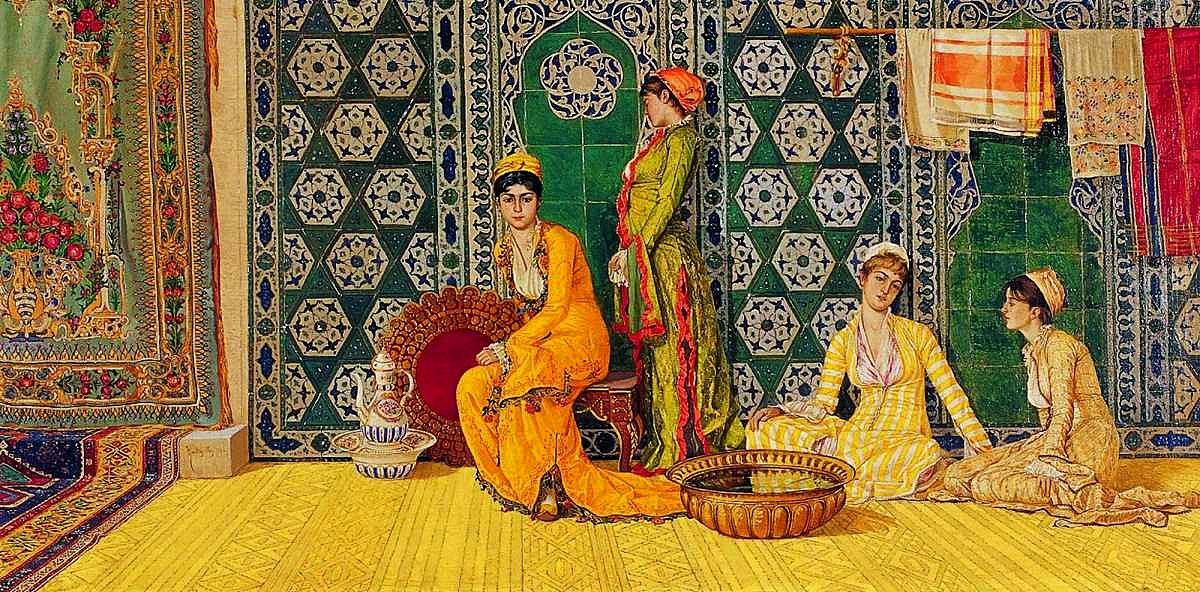
하렘에서 (1880)
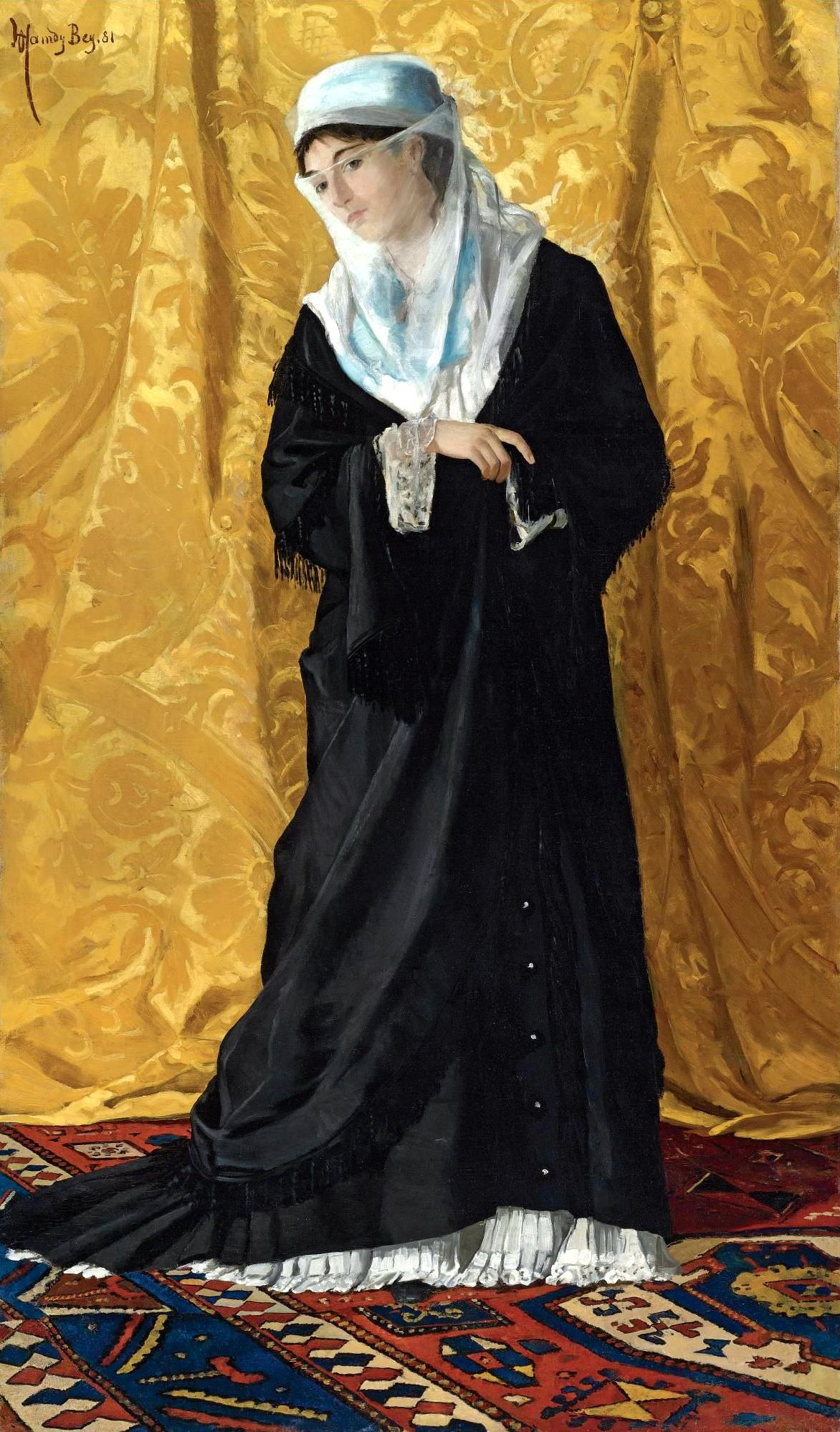
콘스탄티노폴리스의 여인 (1881)
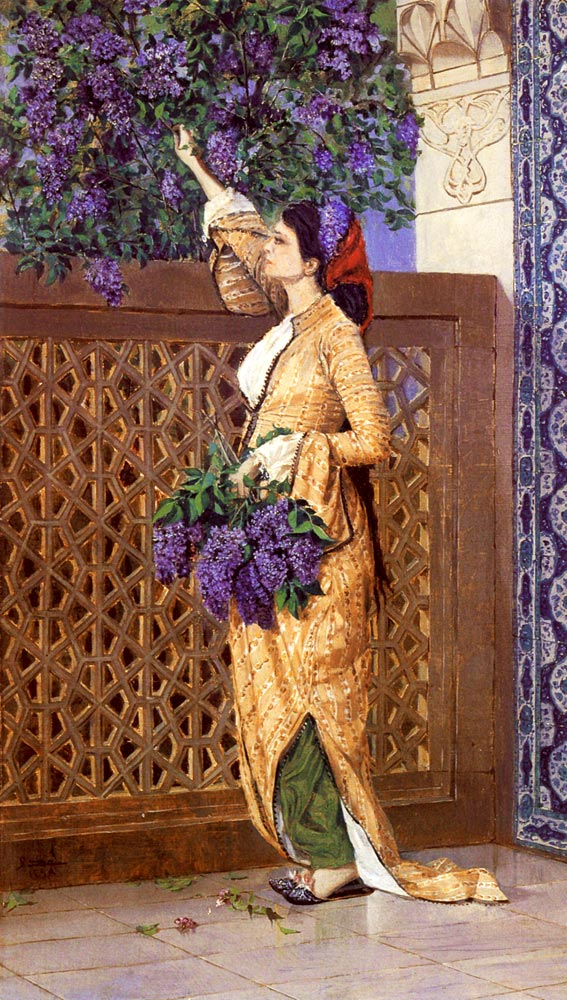
라일락을 따는 소녀 (1881)
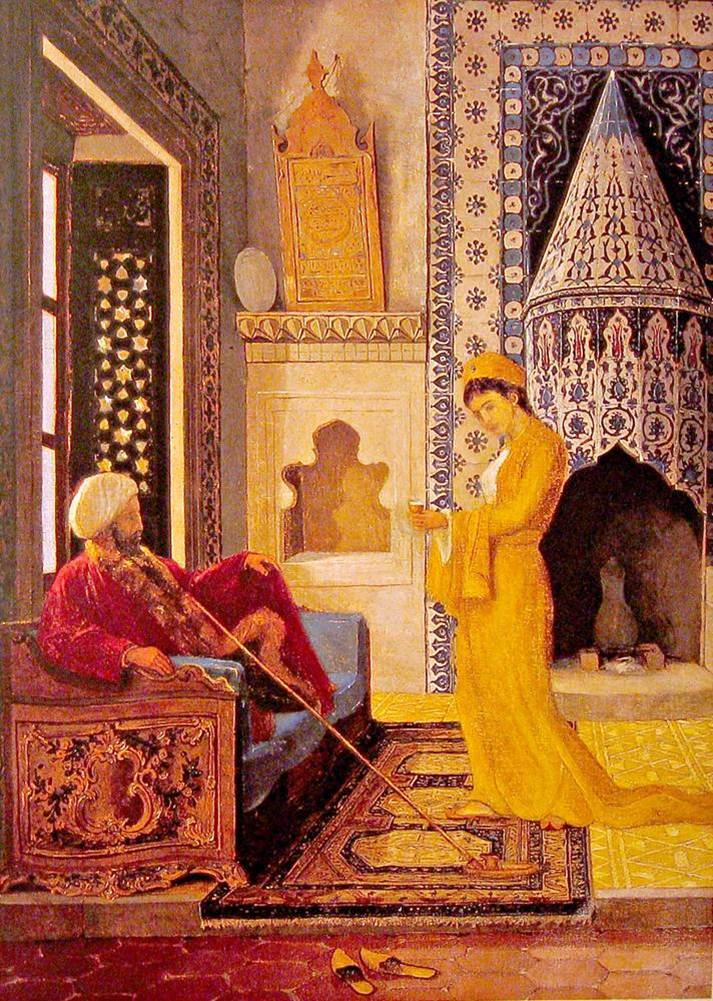
(1879)
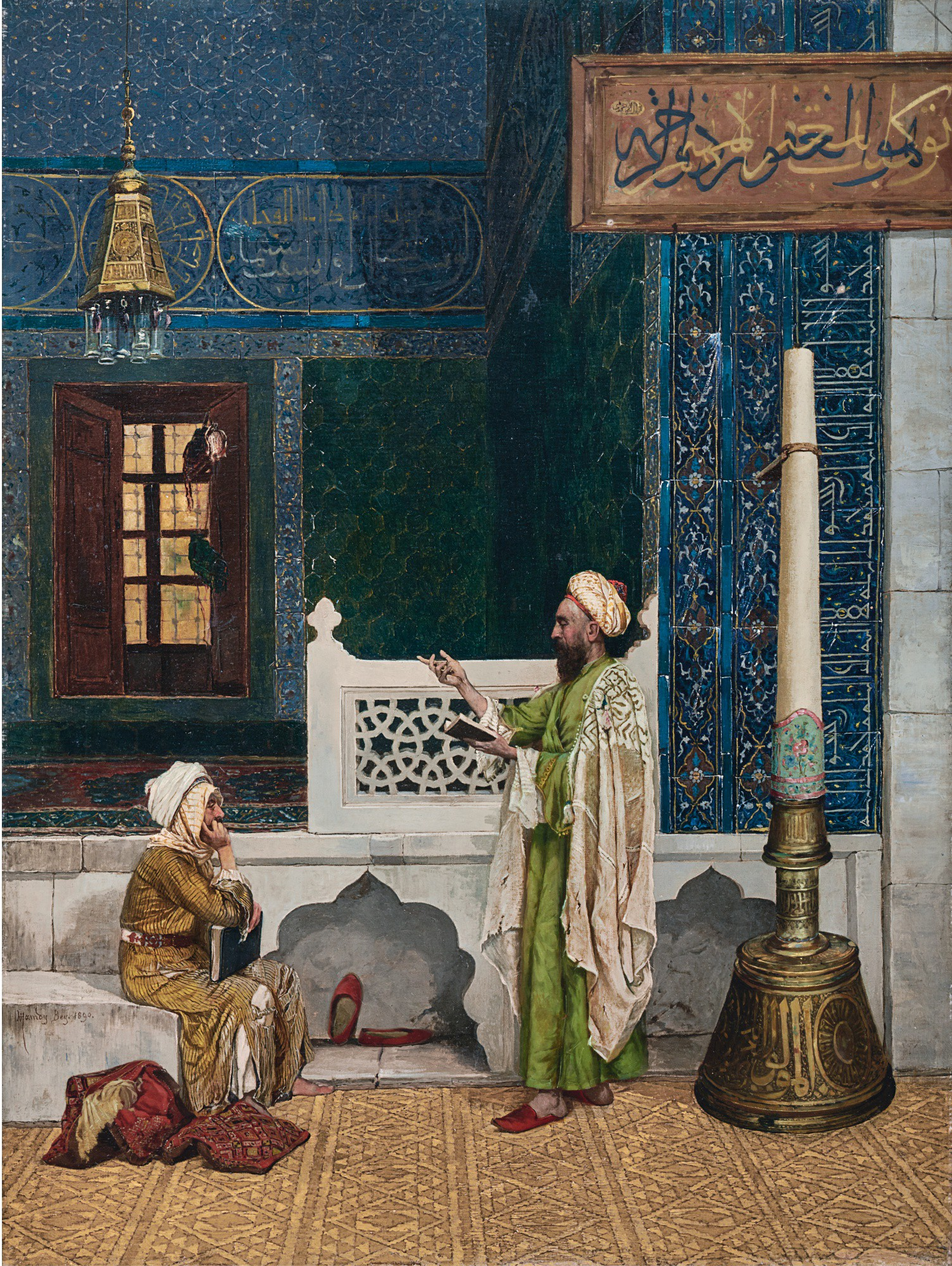
코란 읽기 (1890)

### 이스탄불 페라 박물관 소장 회화

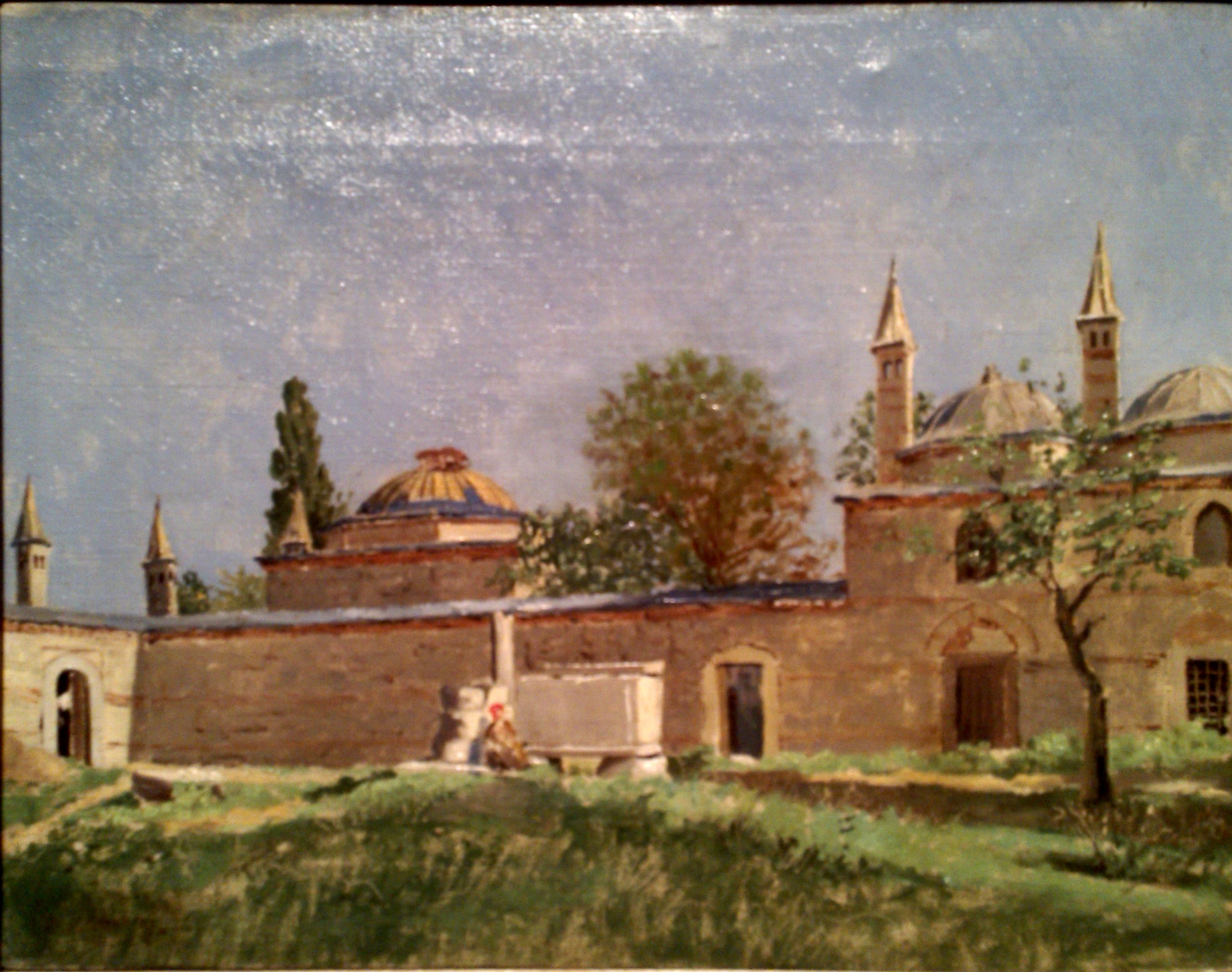
게브제의 초반 무스타파 파샤 퀼리예 (1880년대)
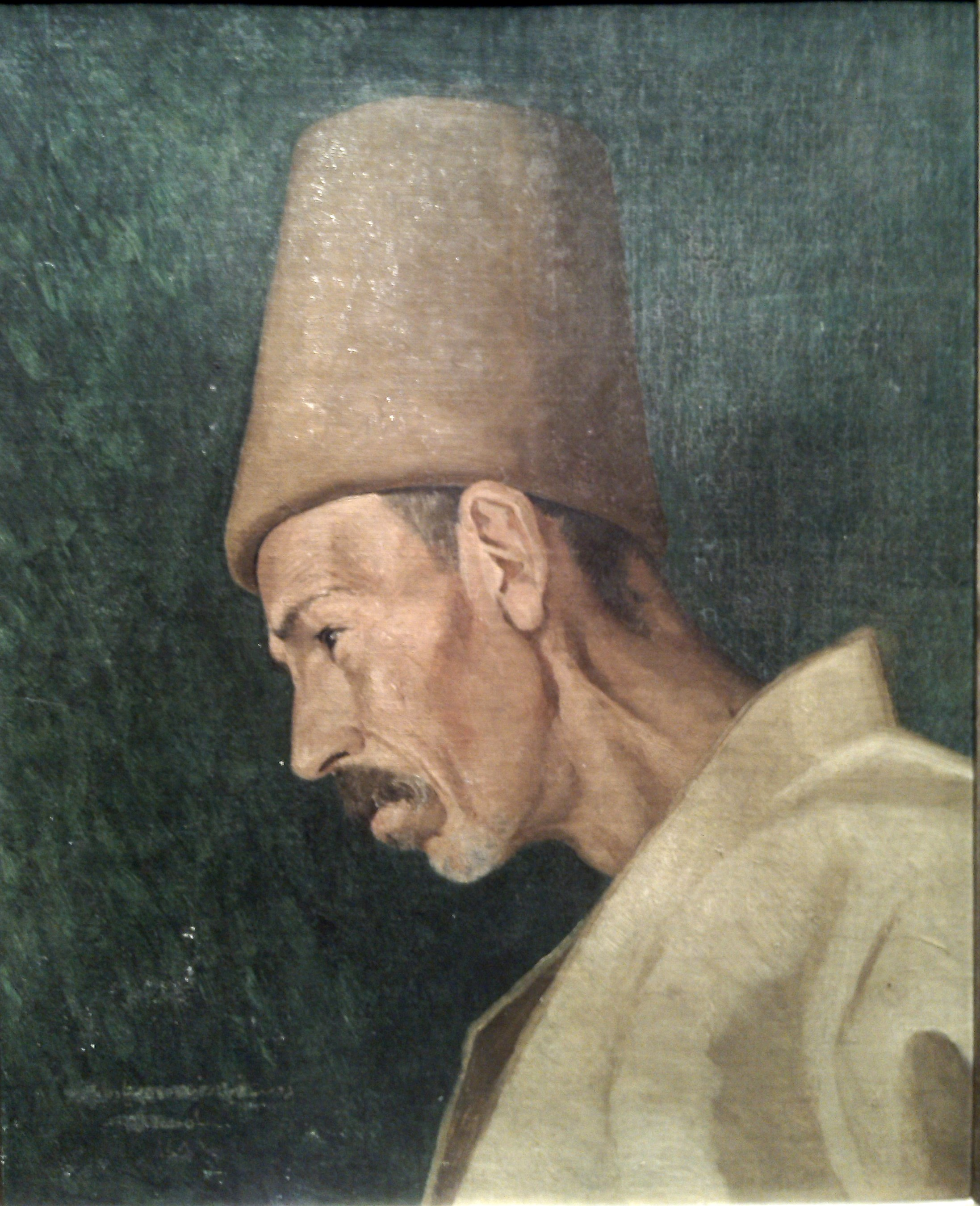
쾨케놀루 리자 에펜디 (1871)
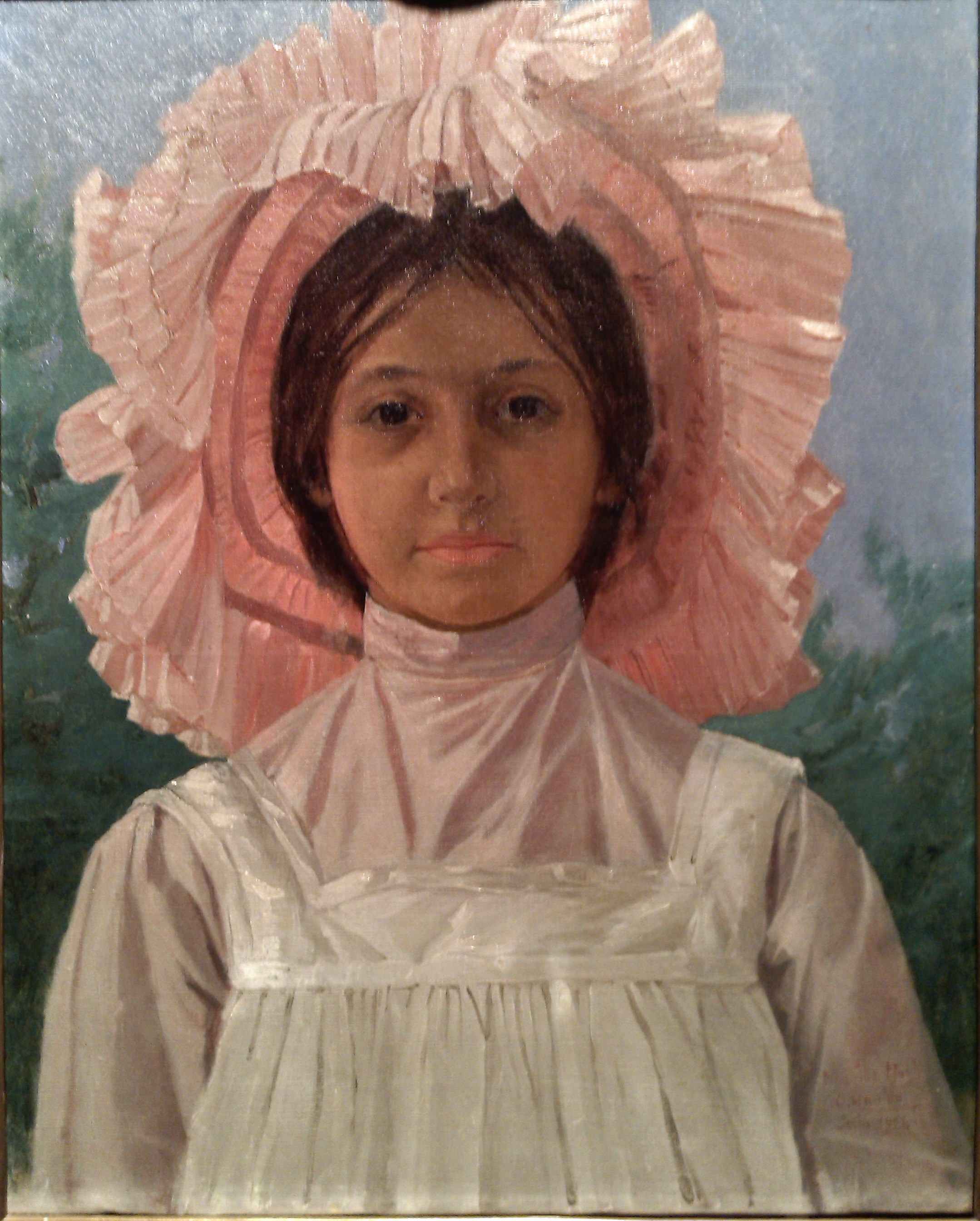
분홍 모자를 쓴 소녀 (1904년 6월)
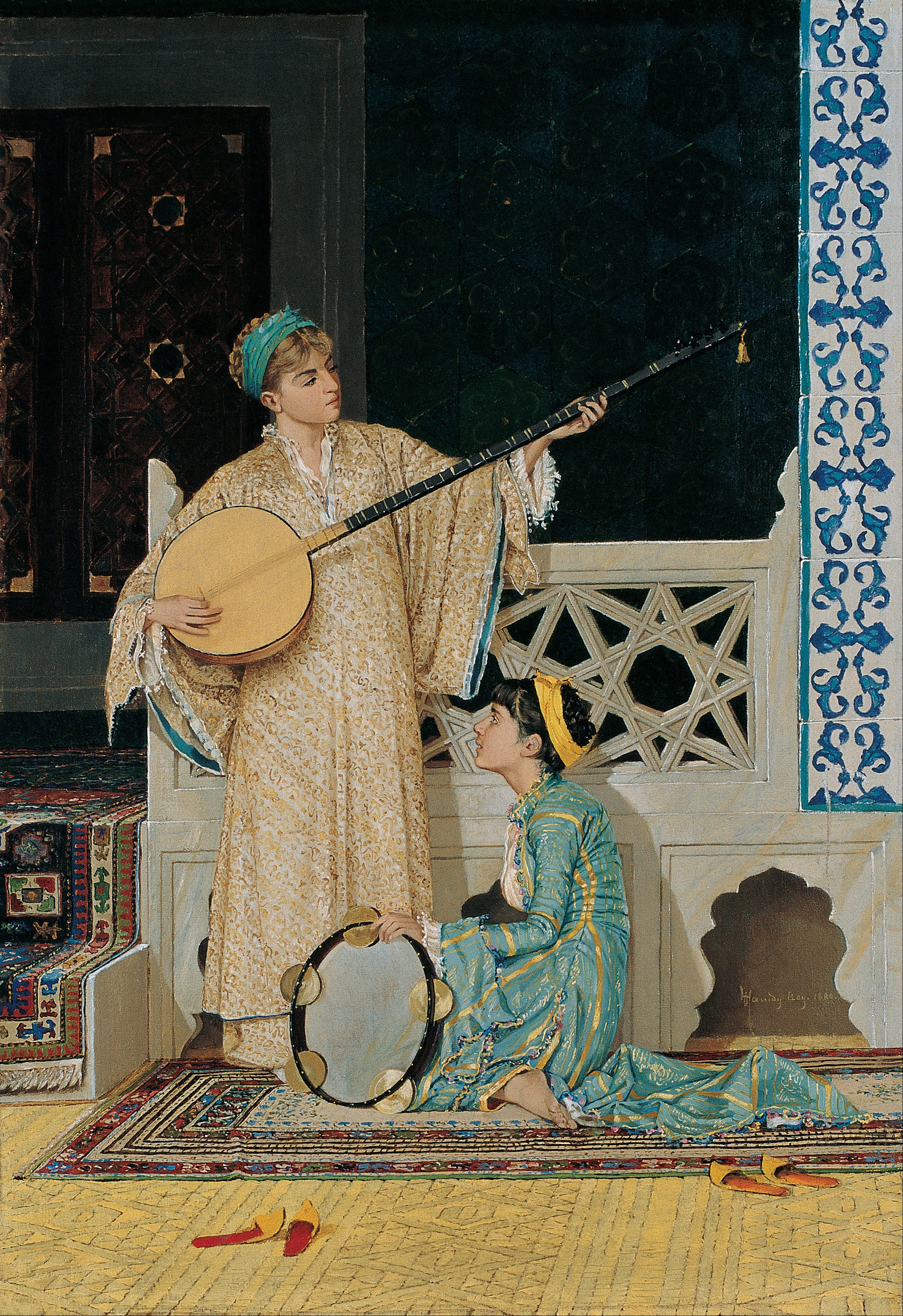
두 명의 음악 소녀 (1880)

### 튀르키예 이외 박물관 소장 회화

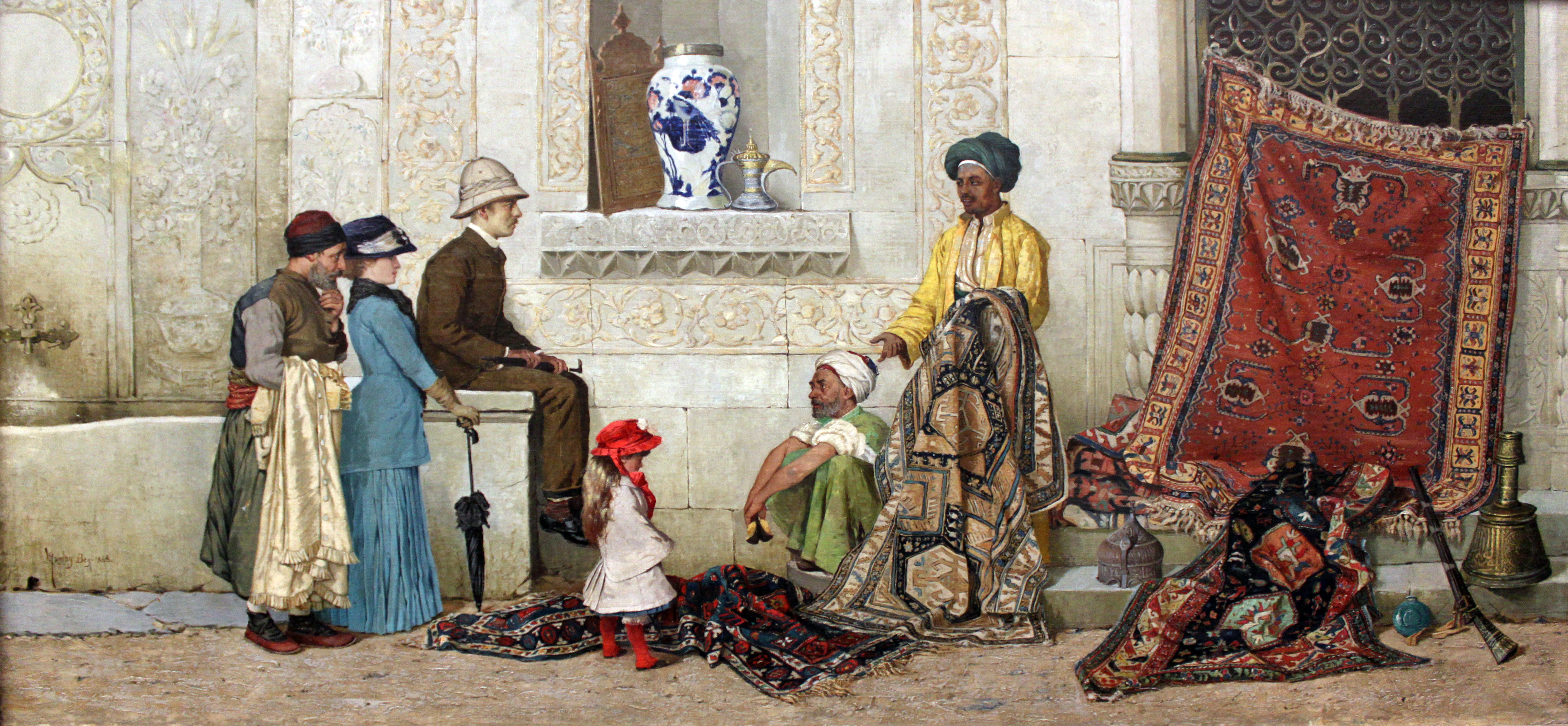
길거리 페르시아 양탄자 상인 (1888), 구 국립미술관, 베를린
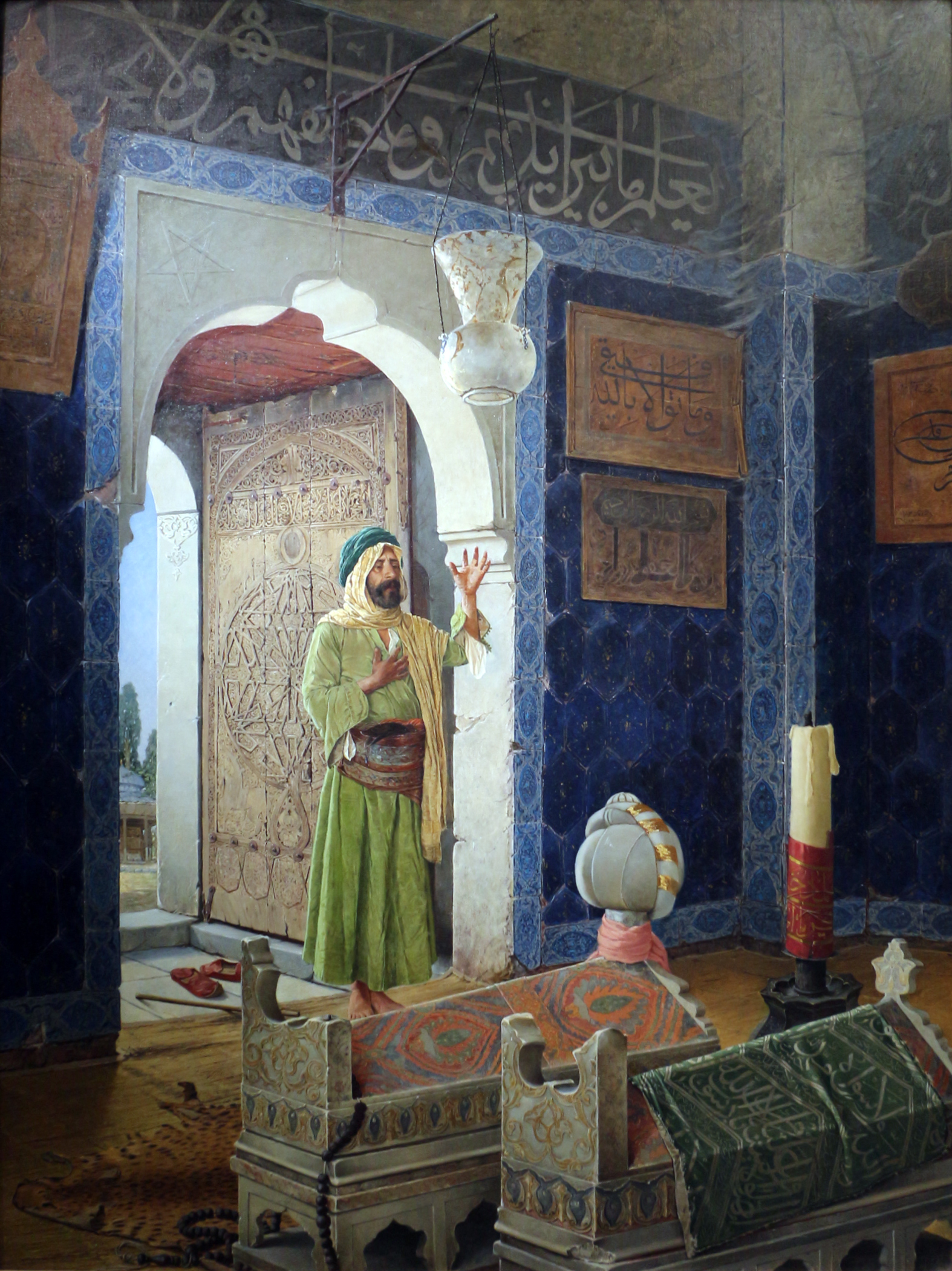
튀르베에 있는 어린이 묘지 앞에서 있는 남자 (1903), 오르세 미술관, 파리

## 가족

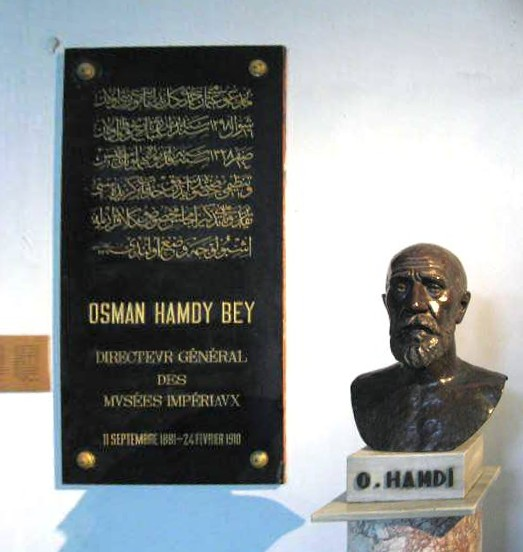
이르반트 보스칸이 제작한 오스만 함디 베이의 흉상과 기념 명판. 이스탄불 고고학 박물관에 위치.

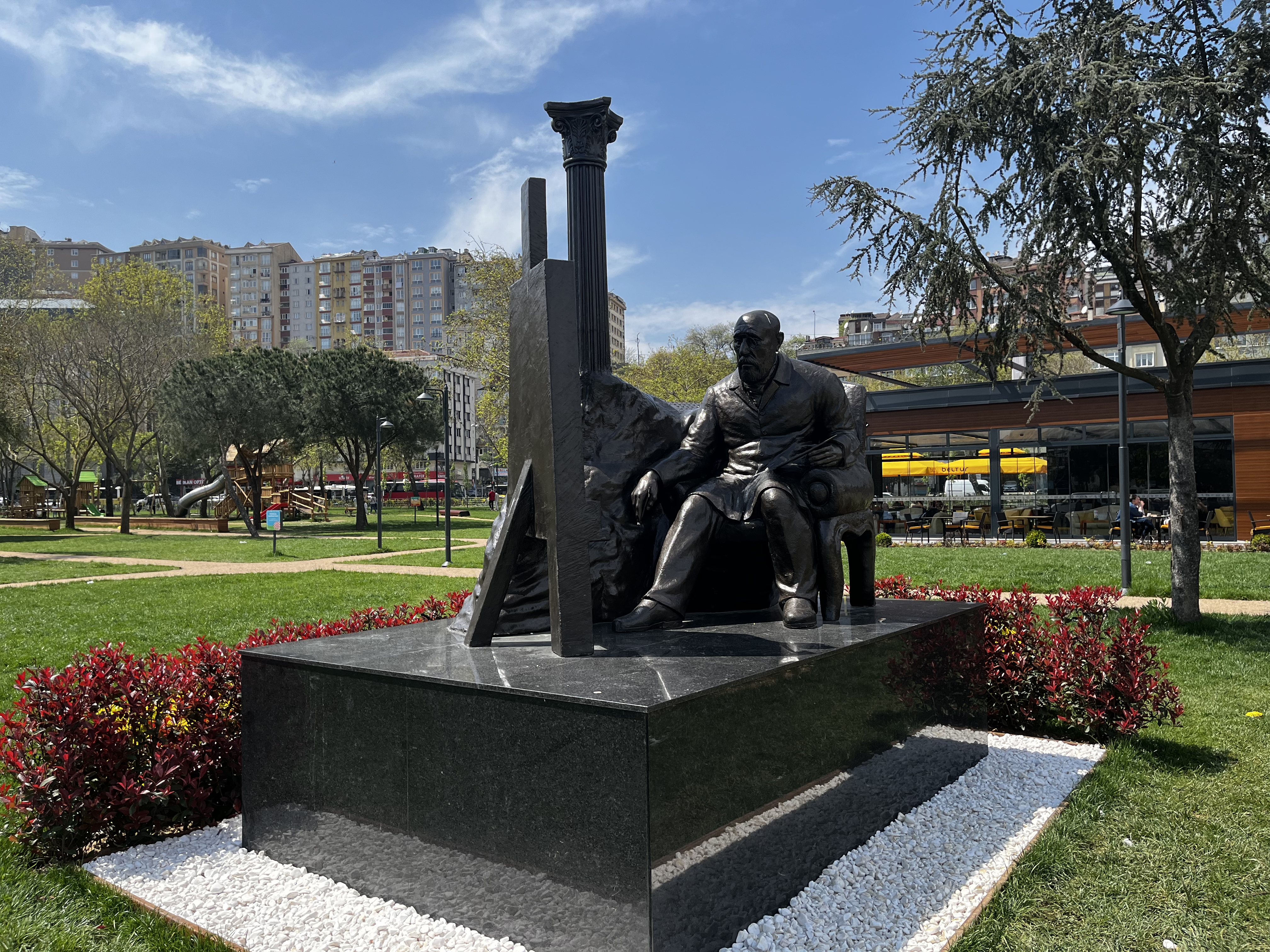
이스탄불 실라타라아 유스 파크의 오스만 함디 베이 기념비

- 그의 딸 나즐리 함디(1893–1958)[25]는 1912년 오스만 외교관 에사트 제밀 베이와 결혼했다. 이 부부는 딸 제난 함디 사르츠를 두었으며, 그녀는 99세를 살고 2012년에 사망했다.[26] 제난 함디는 1932년 이스탄불 대학교의 총장이었던 외메르 젤랄 사르츠와 결혼했다. 그녀는 1933년에 태어난 아들 파룩 사르츠를 두었다. 1932년 나즐리 함디는 프랑스 엔지니어 오두앵 푸아슈 달루아(1889–1948)와 결혼했다.[27]
- 그는 사망 후 이스탄불 고고학 박물관의 관장이 되었고, 새로 설립된 튀르키예 공화국 하에서 10년간 튀르키예 대국민의회의 국회의원으로 재직한 할릴 에뎀 엘뎀의 형제였다.
- 그는 튀르키예에서 화폐학을 과학적 학문으로 확립한 것으로 여겨지는 이스마일 갈립 베이의 형제였다.
- 그는 저명한 튀르키예 건축가 세다트 학키 엘뎀의 종조부였다.
- 그는 튀르키예 고전 음악의 다섯 선구자 중 한 명인 (일명 터키 5인으로 불리는) 제말 레시트 레이의 종조부였다.

## 다큐멘터리 영화
- 오스만 함디 베이: 카플룸바아 테르비예지시(Kaplumbağa Terbiyecisi, "오스만 함디 베이: 거북 조련사")는 우무트 하즈페브지오을루가 감독한 오스만 함디 베이의 삶과 작품에 대한 2012년 다큐멘터리 영화이다.[28]

## 같이 보기
- 오리엔탈리즘 미술가 목록
- 파스칼 세바흐
- 무함마드 하즈나다르

## 전기
- Kaplumbağa Terbiyecisi, Osman Hamdi Bey' in Romanı, Emre Can, Kapı Yayınları, 2008.
- L'ammaestratore di Istanbul, Elettra Stamboulis & 잔루카 코스탄티니, Comma 22, 2008.
- L'ammaestratore di Istanbul, Elettra Stamboulis & Gianluca Costantini, Giuda Edizioni, 2013.
- P. & V. BERKO, "Peinture Orientaliste – Orientalist Painting", Knokke-Heist Belgium, 1982.